# Ribbon synapse
Ribbon synapse je typ pásové fascikulární synapse[zdroj?] využívající exocytózu a endoocytózu řízenou membránovým potenciálem vedoucí k přesným, rychlým a mohutným uvolnění neurotransmitterů.